# رفیع امین
دکتر رفیع امین (۱۲۵۰خ تبریز - نامعلوم) پزشک و نماینده تبریز در دوره چهارم و ششم مجلس شورای ملی بود.
پدرش حاج میرزا شفیع امین‌التجار اصفهانی از بازرگانان تراز اول ایرانی در استانبول بود. برادر کوچکترش میرزا محسن معتمدالتجار نیز تجارت پدر را ادامه داد و از مشروطه‌خواهان شد. در دوره‌های دوم و چهارم نیز نماینده تبریز در مجلس شورای ملی و از مخالفان سرسخت سردارسپه (رضاشاه بعدی) بود. پدرشان رفیع را برای تحصیل در رشته پزشکی به بیروت و سپس سوییس فرستاد. دکتر رفیع پس از پایان تحصیلات به تبریز بازگشت و به طبابت مشغول شد. در دوره ششم مجلس شورای ملی به نمایندگی تبریز انتخاب شد اما با پایان این دوره از سیاست کناره گرفت و بقیه عمر را به طبابت در تبریز گذراند. 